# Haiducești, Alba
Haiducești este un sat în comuna Vidra din județul Alba, Transilvania, România. La recensământul din 2002 avea o populație de 109 locuitori.